# Yokosuka MXY-7 Ohka
Yokosuka MXY-7 Ohka, (japanski 櫻花, Shinjitai: 桜花; "Trešnjin cvijet") je bila japanska raketna letjelica za napade kamikaza tijekom Drugog svjetskog rata. Saveznici su zrakoplov nazvali Baka, što na japanskom znači „budala“ ili „idiot“.

## Dizajn i razvoj
Ohka je u biti bila ljudski navođena bomba, koju su prema cilju pretežno nosili bombarderi Mitsubishi G4M "Betty", Yokosuka P1Y Ginga ili planirani bombarder Nakajima G8N Renzan. Ista je bila montirana ispod trupa navedenih bombardera, a kad bi se isti dovoljno približili planiranom cilju, istu bi otpustili, te bi pilot Ohke prvo istu navodio prema cilju, a kad bi se dovoljno približio, onda bi upalio raketni motor, usmjerivši letjelicu prema zadanome cilju, kojega je trebao uništiti. To su pretežno bivali američki ratni brodovi. Ohka bi pri napadu razvijala veliku brzinu tako da bi ju praktički bilo nemoguće zaustaviti. Kasnije inačice su bile dizajnirane tako da bi se mogle lansirati iz kopnenih baza, čak i s podmornica, no niti jedan od tih prijedloga nije zaživio. Operativni dosje Ohki uključuje tek 7 potopljenih ili oštećenih američkih ratnih brodova tijekom rata. 
Vojnik Mitsuo Ohta iz 405-og Kokutai-a u suradnji sa studentima Aeronautičkog istraživačkog centra Tokijskog sveučilišta je predočio svoje planove istraživačkom centru kompanije „Yokosuka“. Japanska carska mornarica je odlučila da je to dobra ideja i Yokosukini inženjeri su kreirali prve nacrte onoga što je trebalo postati „MXY72. Jedina inačica koja je upotrebljena je bio „Type 11“ i bio je pogonjen s tri „Type 4 Mark 1 Model 20“ raketna motora. 150 primjeraka je proizvedeno u tvornici Yokosuka, a još 700 u tvornici Kasumigaura u gradu Ibaraki.
Pilotima Ohka je odana počast u Japanu, u Ohka parku u gradu Kashima, Ohka spomenikom u gradu Kanoya, Ohka spomenikom u gradu Kenchō, Zen hramom u gradu Kamakura i u "Yasukuni Shrine" muzeju u Tokiju.

## Inačice
Jedina operativna inačica je bila Type 11. To je u biti bila bomba od 1.200kg s drvenim krilima, pogonjena s 3 raketna motora. „Type 11“ je mogao dostići veliku brzinu, ali je imao ograničen doseg. To je predstavljalo veliki problem i zahtijevao je spor i velik zrakoplov koji bi „Ohke“ približio cilju do udaljenosti od oko 37 km, što ih je činilo jako ranjivima od neprijateljskih lovaca. Postojala je i jedna eksperimentalna inačica – „Type 22“, koja je imala tanka čelična krila i proizvela ju je tvornica Nakajima.
Type 22 je dizajniran kako bi se donekle riješio taj problem, uporabom termo mlaznog motora „Tsu-11“. Ova verzija je uspješno testirana i 50 Ohka je proizvedeno u Yokosuki. „Type 22“ je trebao bili lansiran s agilnije inačice mornaričkog bombardera „P1Y3“ Ginga. Ista je imala manji raspon krila i sadržavala je manju bojnu glavu, od 600kg. Ipak, niti jedan nije operativno korišten i poznato je da su proizvedena tek 3 primjerka motora „Tsu-11“.  
Type 33 je bila veća inačica prethodnika „Type 22“, pogonjena s Ishikawajima Ne-20 turbomlaznim motorom s bojnom glavom od 800kg. Trebao ju je nositi bombarder Nakajima G8N Renzan, no ista je otkazana.  
Ostale neizrađene inačice su bile Type 43A koja se trebala lansirati s podmornica, 43B koja je čak trebala imati sklopiva krila kako bi se lakše sakrila u špiljama. Dvije trening inačice su razivjene za ovu inačicu - dvosjed K-1 i K-1 Kai, bivša vojna jedrilica, kasnije opremljena raketnim motorom. Umjesto bojne glave, drugo mjesto je bilo za kopilota koji se obučavao na Ohki.
Type 53 je također trebao koristiti „Ne-20“ motor, ali je isti trebao biti tegljen poput jedrilice, a onda otpušten kad bi se približio cilju.   

### Operativne inačice
- Kugisho/Yokosuka MXY-7 „Ohka“ Type 11 Raketni samoubilački jurišnik. 755 proizvedena primjerka.

### Inačice koje nisu borbeno djelovale
- Kugisho/Yokosuka "Ohka" Type 21 – inačica „Type 11“ s čeličnim krilima.
- Kugisho/Yokosuka "Ohka" Type 22 – manja inačica koja je trebala nositi „P1Y“ bombu, 50 proizvedenih primjeraka.
- Kugisho/Yokosuka "Ohka" Type 33 – s turbo mlaznim motorom, kojeg je trebao nositi bombarder Nakajima G8N, otkazan.
- Kugisho/Yokosuka "Ohka" Type 43A – za lansiranje s podmornice, nije izrađen.
- Kugisho/Yokosuka "Ohka" Type 43B Otsu – za lansiranje katapultom sa zemlje, nije izrađen.
- Kugisho/Yokosuka "Ohka" Type 53 – za lansiranje tegljenjem od drugog zrakoplova, nije izrađen.

### Inačice za obuku
- Kugisho/Yokosuka "Ohka" K-1
- Kugisho/Yokosuka "Ohka" K-1 Kai

## Preživjeli primjerci
- Type 11: Muzej RAF-a, Cosford. Ohka broj „I-13“, zarobljena 1. travnja 1945. godine na Okinawi.
- Type 11: „Fleet Air Arm“ muzej, Yeovilton.
- Type 11: Muzej znanosti i industrije, Manchester.
- Type 11: „Defence Explosives Ordinance School“, Kent.
- Type 11: Indijski zračni muzej, New Delhi.
- Type 11: Zračna baza „Iruma“; Iruma, Saitama.
- Type 11: „USMC Air Ground“ muzej; Quantico, Virginia.
- Type 11: Yanks zračni muzej; Chino, Kalifornija; Ohka broj „I-10“
- Type 11: „Planes of Fame“ muzej; Chino, Kalifornija; Ohka broj „I-18“.
- Type 22: „Smithsonian National Air and Space“ muzej, Washington, D.C.
- Type 43 K-1 (preuređena u „Type 11“: Nacionalni muzej „USAF“-a; Dayton, Ohio.
- Type 43 K-1: Mornarički memorijalni muzej, Washington, D.C. Exhibit Photo  Arhivirana inačica izvorne stranice od 4. veljače 2012. (Wayback Machine)
- Type 43 K-1 Kai: „Smithsonian National Air and Space“ muzej, Washington, D.C.

Replike:
- Type 11: „Yasukuni Shrine“, Tokyo.
- Type 11: Ohka Park u gradu Kashima.
- Type 11: Wings of Eagles Discovery Center  Arhivirana inačica izvorne stranice od 28. siječnja 2010. (Wayback Machine), „Elmira-Corning“ regionalna zračna luka; Chemung County, New York.

- RAF-ov muzej, Cosford.
- Muzej znanosti i industrije, Manchester
- "Type 22", NASM, Steven F. Udvar-Hazy Center
- "Type 43" za obuku, Nacionalni muzej „USAF“-a

## Operativna uporaba
- 21. ožujka 1945.: 16 bombardera G4M „Betty“ koji su nosili Ohke je pratilo 55 Zeroa kako bi napali američku „Task Group 58.1“ koju su činili nosači zrakoplova USS Hornet (CV-12), USS Bennington (CV-20), USS Wasp (CV-18), i USS Belleau Wood (CVL-24). Još dva bombardera G4M su išla s njima radi navigacije i opservacije. Zbog tehničkih problema 25 Zeroa su se morala vratiti ili nisu uspjeli poletjeti. Cijelu grupu je presrelo i napalo 16 američkih F6F Hellcat lovaca i Ohke su smjesta ispuštene s bombardera, udaljeni nekih 113km od cilja. Niti jedan "Betty" bombarder se nije vratio kući i niti jedan američki brod nije napadnut. Sve Ohke su uništene, a samo 15 oštećenih Zeroa se uspjelo vratiti.
- 1. travnja 1945.: Šest bombardera "Betty" napalo je američku flotu pred Okinawom. Najmanje jedna Ohka je uspjela pogoditi 406mm top na brodu USS West Virginia (BB-48), pri čemu je učinjena osrednja šteta. Brodovi USS Alpine (APA-92), USS Achernar (AKA-53) i USS Tyrrell (AKA-809) su također pretrpjeli udare kamikaza bez veće štete, ali nije poznato da li su to bile Ohke ili bombarderi, od kojih se niti jedan nije vratio u bazu.
- 12. travnja 1945.: Devet bombardera "Betty" napalo je američku flotu pred Okinawom. Brod USS Mannert L. Abele (DD-733) je pogođen, te se raspolovio i potonuo. Topnici s broda USS Jeffers (DD-621) su uspjeli protuzračnim topom uništiti jednu Ohku, no ista je eksplodirala blizu broda, prouzročivši znatnu štetu. Brod USS Stanly (DD-478) je bio naciljan od dvije Ohke. Jedna je uzrokovala manju štetu na brodu, dok je druga Ohka promašila metu i srušila se u more. Jedan bombarder se vratio u bazu.
- 14. travnja 1945.: Sedam "Betty" bombardera napalo je američku flotu pred Okinawom. Niti jedan se nije vratio i niti jedna Ohka nije lansirana.
- 16. travnja 1945.: Šest "Betty" bombardera napalo je američku flotu pred Okinawom. Dva su se vratila u bazu, no niti jedna Ohka nije pogodila cilj.
- 28. travnja 1945.: Četiri "Betty" bombardera su tijekom noći napali američku flotu pred Okinawom. Jedan se uspio vratiti, no Ohke su promašile svoje ciljeve.
- 4. svibnja 1945.: Sedam "Betty" bombardera napalo je američku flotu pred Okinawom. Jedna Ohka je pogodila zapovjedni most broda USS Shea (DM-30), pri čemu je pričinjena znatna šteta. Brod USS Gayety (AM-239) je također oštećen u napadu. Jedan bombarder se vratio u bazu.
- 11. svibnja 1945.: Četiri "Betty" bombardera je napalo američku flotu kod Okinawe. Brod USS Hugh W. Hadley (DD-774) je pogođen i postao neupotrebljiv.
- 25. svibnja 1945.: Jedanaest "Betty" bombardera je krenulo američku flotu kod Okinawe. Loše vrijeme ih je prisililo na povratak u bazu.
- 22. lipnja 1945.: Šest "Betty" bombardera napalo je američku flotu kod Okinawe. Dva su se vratila i nije bilo zabilježenih pogodaka.

## Korisnici
- Japan

## Tehničke karakteristike (Ohka Type 11)
Izvori podataka: 
Osnovne karakteristike
- posada: 1
- dužina: 6,07 m
- raspon krila: 5,0 m
- površina krila: 6 m2
- visina: 1,20 m

Letne karakteristike
- najveća brzina: 860 km/h
  - borbeni dolet: 90 km
- specifično opterećenje krila: 356 kg/m 2
- motor: 3 x „Type 4“ Mk 1 raketni motor

Naoružanje
- naoružanje: bojna glava od 1200 kg

## Vanjske poveznice
- Tehnički podaci
- Morinoske: Pilot testimonials - and more
- Thunder Gods  Arhivirana inačica izvorne stranice od 6. kolovoza 2007. (Wayback Machine) 1989 book about Ohka squadron
- The Cherry Blossom Squadrons  Arhivirana inačica izvorne stranice od 6. kolovoza 2007. (Wayback Machine) 1973 book about Ohka squadron
- The History of Kamikaze Ohka 桜花